# Borghetto d'Arroscia
Borghetto d'Arroscia är en ort och kommun i provinsen Imperia i regionen Ligurien i Italien. Kommunen hade 431 invånare (2018).